# Calocitta
Calocitta es un género de aves paseriformes de la familia de los córvidos, que incluye solo a dos especies. Son residentes del sur de América del Norte y Centroamérica.

## Especies
- Calocitta colliei  (Vigors, 1829)
- Calocitta formosa  (Swainson, 1827)